# Liste der IATA-Codes/G
Diese Teilliste führt alle IATA-Flughafencodes auf, die mit „G“ beginnen, und enthält Informationen zu den bezeichneten Verkehrsknotenpunkten.
A AA AB AC AD AE AF AG AH AI AJ AK AL AM AN AO AP AQ AR AS AT AU AV AW AX AY AZ
B BA BB BC BD BE BF BG BH BI BJ BK BL BM BN BO BP BQ BR BS BT BU BV BW BX BY BZ
C CA CB CC CD CE CF CG CH CI CJ CK CL CM CN CO CP CQ CR CS CT CU CV CW CX CY CZ
D DA DB DC DD DE DF DG DH DI DJ DK DL DM DN DO DP DQ DR DS DT DU DV DW DX DY DZ
E EA EB EC ED EE EF EG EH EI EJ EK EL EM EN EO EP EQ ER ES ET EU EV EW EX EY EZ
F FA FB FC FD FE FF FG FH FI FJ FK FL FM FN FO FP FQ FR FS FT FU FV FW FX FY FZ
G GA GB GC GD GE GF GG GH GI GJ GK GL GM GN GO GP GQ GR GS GT GU GV GW GX GY GZ
H HA HB HC HD HE HF HG HH HI HJ HK HL HM HN HO HP HQ HR HS HT HU HV HW HX HY HZ
I IA IB IC ID IE IF IG IH II IJ IK IL IM IN IO IP IQ IR IS IT IU IV IW IX IY IZ
J JA JB JC JD JE JF JG JH JI JJ JK JL JM JN JO JP JQ JR JS JT JU JV JW JX JY JZ
K KA KB KC KD KE KF KG KH KI KJ KK KL KM KN KO KP KQ KR KS KT KU KV KW KX KY KZ
L LA LB LC LD LE LF LG LH LI LJ LK LL LM LN LO LP LQ LR LS LT LU LV LW LX LY LZ
M MA MB MC MD ME MF MG MH MI MJ MK ML MM MN MO MP MQ MR MS MT MU MV MW MX MY MZ
N NA NB NC ND NE NF NG NH NI NJ NK NL NM NN NO NP NQ NR NS NT NU NV NW NX NY NZ
O OA OB OC OD OE OF OG OH OI OJ OK OL OM ON OO OP OQ OR OS OT OU OV OW OX OY OZ
P PA PB PC PD PE PF PG PH PI PJ PK PL PM PN PO PP PQ PR PS PT PU PV PW PX PY PZ
Q QA QB QC QD QE QF QG QH QI QJ QK QL QM QN QO QP QQ QR QS QT QU QV QW QX QY QZ
R RA RB RC RD RE RF RG RH RI RJ RK RL RM RN RO RP RQ RR RS RT RU RV RW RX RY RZ
S SA SB SC SD SE SF SG SH SI SJ SK SL SM SN SO SP SQ SR SS ST SU SV SW SX SY SZ
T TA TB TC TD TE TF TG TH TI TJ TK TL TM TN TO TP TQ TR TS TT TU TV TW TX TY TZ
U UA UB UC UD UE UF UG UH UI UJ UK UL UM UN UO UP UQ UR US UT UU UV UW UX UY UZ
V VA VB VC VD VE VF VG VH VI VJ VK VL VM VN VO VP VQ VR VS VT VU VV VW VX VY VZ
W WA WB WC WD WE WF WG WH WI WJ WK WL WM WN WO WP WQ WR WS WT WU WV WW WX WY WZ
X XA XB XC XD XE XF XG XH XI XJ XK XL XM XN XO XP XQ XR XS XT XU XV XW XX XY XZ
Y YA YB YC YD YE YF YG YH YI YJ YK YL YM YN YO YP YQ YR YS YT YU YV YW YX YY YZ
Z ZA ZB ZC ZD ZE ZF ZG ZH ZI ZJ ZK ZL ZM ZN ZO ZP ZQ ZR ZS ZT ZU ZV ZW ZX ZY ZZ

## GA
| IATA | ICAO | Flughafen                           | Ort          | Region                     | Land               |
| ---- | ---- | ----------------------------------- | ------------ | -------------------------- | ------------------ |
| GAA  |      |                                     | Guamal       | Magdalena                  | Kolumbien          |
| GAB  | KGAB |                                     | Gabbs        | Nevada                     | Vereinigte Staaten |
| GAC  |      |                                     | Gracias      | Lempira                    | Honduras           |
| GAD  | KGAD | Northeast Alabama Regional Airport  | Gadsden      | Alabama                    | Vereinigte Staaten |
| GAE  | DTTG |                                     | Gabès        | Gabès                      | Tunesien           |
| GAF  | DTTF | Flughafen Gafsa                     | Gafsa        | Gafsa                      | Tunesien           |
| GAG  | KGAG |                                     | Gage         | Oklahoma                   | Vereinigte Staaten |
| GAH  | YGAY |                                     | Gayndah      | Queensland                 | Australien         |
| GAI  | KGAI | Flughafen Montgomery County Airpark | Gaithersburg | Maryland                   | Vereinigte Staaten |
| GAJ  | RJSC | Flughafen Yamagata                  | Higashine    | Tōhoku                     | Japan              |
| GAL  | PAGA | Flughafen Edward G. Pitka Sr.       | Galena       | Alaska                     | Vereinigte Staaten |
| GAM  | PAGM |                                     | Gambell      | Alaska                     | Vereinigte Staaten |
| GAN  | VRMG | Flughafen Gan                       | Gan          | Addu-Atoll                 | Malediven          |
| GAO  | MUGT | Aeropuerto Mariana Grajales         | Guantánamo   | Guantánamo                 | Kuba               |
| GAP  |      |                                     | Gusap        | Madang                     | Papua-Neuguinea    |
| GAQ  | GAGO | Flughafen Gao                       | Gao          | Gao                        | Mali               |
| GAR  |      |                                     | Garaina      | Morobe                     | Papua-Neuguinea    |
| GAS  | HKGA |                                     | Garissa      | North-Eastern              | Kenia              |
| GAT  | LFNA | Flughafen Gap-Tallard               | Gap          | Provence-Alpes-Côte d’Azur | Frankreich         |
| GAU  | VEGT | Flughafen Guwahati                  | Gauhati      | Assam                      | Indien             |
| GAV  |      |                                     | Gag          | Westneuguinea              | Indonesien         |
| GAW  | VYGG |                                     | Gangaw       | Magwe                      | Myanmar            |
| GAX  |      |                                     | Gamba        | Ogooué-Maritime            | Gabun              |
| GAY  | VEGY | Flughafen Gaya                      | Gaya         | Bihar                      | Indien             |
| GAZ  |      |                                     | Guasopa      | Milne Bay                  | Papua-Neuguinea    |

## GB
| IATA | ICAO | Flughafen                       | Ort                  | Region               | Land                   |
| ---- | ---- | ------------------------------- | -------------------- | -------------------- | ---------------------- |
| GBA  | EGBP | Flughafen Cotswold              | Kemble/Cirencester   | Gloucestershire      | Vereinigtes Königreich |
| GBB  |      |                                 | Gara Djebilet        | Tindouf              | Algerien               |
| GBC  |      |                                 | Gasuke               | Western Province     | Papua-Neuguinea        |
| GBD  | KGBD | Regionalflughafen Great Bend    | Great Bend           | Kansas               | Vereinigte Staaten     |
| GBE  | FBSK | Flughafen Gaborone              | Gaborone             | South-East           | Botswana               |
| GBF  |      |                                 | Negarbo              | Gulf                 | Papua-Neuguinea        |
| GBG  | KGBG | Kommunaler Flughafen Galesburg  | Galesburg            | Illinois             | Vereinigte Staaten     |
| GBH  | PAGB | Flugplatz Galbraith Lake        | Galbraith Lake       | Alaska               | Vereinigte Staaten     |
| GBI  | VOGB | Flughafen Gulbarga Kalaburagi   | Kalaburagi           | Karnataka            | Indien                 |
| GBJ  | TFFM |                                 | Marie-Galante        | Guadeloupe           | Frankreich             |
| GBK  | GFGK | Flugplatz Gbangbatoke           | Gbangbatoke          | Southern             | Sierra Leone           |
| GBL  | YGBI |                                 | Goulburn Island      | Northern Territory   | Australien             |
| GBM  |      |                                 | Garbaharey           | Gedo                 | Somalia                |
| GBO  |      | Flughafen Baltimore Greenbelt T | Baltimore            | Maryland             | Vereinigte Staaten     |
| GBP  |      |                                 | Gamboola             | Queensland           | Australien             |
| GBU  | HSKG |                                 | Chaschm al-Qirba     | Kassala              | Sudan                  |
| GBV  | YGIB |                                 | Gibb River           | Western Australia    | Australien             |
| GBZ  | NZGB |                                 | Great Barrier Island | Great Barrier Island | Neuseeland             |

## GC
| IATA | ICAO | Flughafen                                      | Ort                                | Region                | Land                   |
| ---- | ---- | ---------------------------------------------- | ---------------------------------- | --------------------- | ---------------------- |
| GCA  | –    | Flugplatz Guacamayas                           | Guacamayas, San Vicente del Caguán | Caquetá               | Kolumbien              |
| GCC  | KGCC | Flughafen Gillette/Campbell County             | Gillette                           | Wyoming               | Vereinigte Staaten     |
| GCI  | EGJB | Flughafen Guernsey                             | Guernsey                           | Bailiwick of Guernsey | Vereinigtes Königreich |
| GCJ  | FAGC | Flughafen Grand Central                        | Johannesburg                       | Gauteng               | Südafrika              |
| GCK  | KGCK | Garden City Regional Airport                   | Garden City                        | Kansas                | Vereinigte Staaten     |
| GCM  | MWCR | Internationaler Flughafen „Owen Roberts“       | Grand Cayman                       | Cayman Islands        | Vereinigtes Königreich |
| GCN  | KGCN | Flughafen Grand Canyon National Park           | Grand Canyon                       | Arizona               | Vereinigte Staaten     |
| GCW  | –    | Flughafen Grand Canyon West                    | Peach Springs                      | Arizona               | Vereinigte Staaten     |
| GCY  | KGCY | Kommunaler Flughafen Greeneville/Greene County | Greeneville                        | Tennessee             | Vereinigte Staaten     |

## GD
| IATA | ICAO | Flughafen                                                 | Ort               | Region                  | Land                         |
| ---- | ---- | --------------------------------------------------------- | ----------------- | ----------------------- | ---------------------------- |
| GDA  |      | Flugplatz Gounda                                          | Gounda            | Bamingui-Bangoran       | Zentralafrikanische Republik |
| GDC  | KGYH | Flughafen Donaldson Center                                | Greenville        | South Carolina          | Vereinigte Staaten           |
| GDD  | YGDN |                                                           | Gordon Downs      | Western Australia       | Australien                   |
| GDE  | HAGO |                                                           | Gode              | Somali                  | Äthiopien                    |
| GDG  | UHBI |                                                           | Magdagatschi      | Amur                    | Russland                     |
| GDH  |      | Wasserflugzeugbasis Golden Horn Lodge                     | Golden Horn Lodge | Alaska                  | Vereinigte Staaten           |
| GDI  | FEGL | Flugplatz Gordil                                          | Gordil            | Vakaga                  | Zentralafrikanische Republik |
| GDJ  | FZWC |                                                           | Gandajika         | Kasaï-Oriental          | Demokratische Republik Kongo |
| GDL  | MMGL | Internationaler Flughafen „Don Miguel Hidalgo y Costilla“ | Guadalajara       | Jalisco                 | Mexiko                       |
| GDN  | EPGD | Flughafen Danzig-Lech Wałęsa                              | Danzig            | Pommern                 | Polen                        |
| GDO  | SVGD | Flughafen Vare Maria                                      | Guasdualito       | Apure                   | Venezuela                    |
| GDP  | SNGD |                                                           | Guadalupe         | Piauí                   | Brasilien                    |
| GDQ  | HAGN |                                                           | Gonder            | Amhara                  | Äthiopien                    |
| GDT  | MBGT | Internationaler Flughafen J.A.G.S. McCartney              | Grand Turk        | Turks- und Caicosinseln | Vereinigtes Königreich       |
| GDV  | KGDV | Flughafen Dawson Community                                | Glendive          | Montana                 | Vereinigte Staaten           |
| GDW  | KGDW | Charles C Zettel Memorial Airport                         | Gladwin           | Michigan                | Vereinigte Staaten           |
| GDX  | UHMM | Flughafen Sokol                                           | Magadan           | Magadan                 | Russland                     |
| GDZ  | URKG |                                                           | Gelendschik       | Krasnodar               | Russland                     |

## GE
| IATA | ICAO | Flughafen                              | Ort            | Region              | Land               |
| ---- | ---- | -------------------------------------- | -------------- | ------------------- | ------------------ |
| GEA  | NWWM | Flughafen Magenta                      | Nouméa         | Neukaledonien       | Frankreich         |
| GEB  | WAMJ |                                        | Gebe           | Maluku Utara        | Indonesien         |
| GEC  | LCGK | Flugplatz Geçitkale                    | Geçitkale      | Famagusta           | Zypern             |
| GED  | KGED | Flughafen Sussex County                | Georgetown     | Delaware            | Vereinigte Staaten |
| GEE  | YGTO |                                        | George Town    | Tasmanien           | Australien         |
| GEF  | AGEV | Flugplatz Geva                         | Liangia        | Vella Lavella       | Salomonen          |
| GEG  | KGEG | Internationaler Flughafen Spokane      | Spokane        | Washington          | Vereinigte Staaten |
| GEI  |      |                                        | Green Islands  | Bougainville        | Papua-Neuguinea    |
| GEL  | SBNM |                                        | Santo Ângelo   | Rio Grande do Sul   | Brasilien          |
| GEO  | SYCJ | Internationaler Flughafen Cheddi Jagan | Georgetown     | Demerara-Mahaica    | Guyana             |
| GER  | MUNG | Flughafen „Rafael Perez“               | Nueva Gerona   | Isla de la Juventud | Kuba               |
| GES  | RPMB | Flughafen Buayan                       | General Santos | Mindanao            | Philippinen        |
| GET  | YGEL |                                        | Geraldton      | Western Australia   | Australien         |
| GEV  | ESNG | Flughafen Gällivare                    | Gällivare      | Norrbottens län     | Schweden           |
| GEW  |      |                                        | Gewoia         | Oro                 | Papua-Neuguinea    |
| GEX  | YGLG |                                        | Geelong        | Victoria            | Australien         |
| GEY  | KGEY | Flughafen South Big Horn County        | Greybull       | Wyoming             | Vereinigte Staaten |

## GF
| IATA | ICAO | Flughafen                                       | Ort          | Region          | Land               |
| ---- | ---- | ----------------------------------------------- | ------------ | --------------- | ------------------ |
| GFA  | KGFA | Hubschrauberlandeplatz Malmstrom Air Force Base | Great Falls  | Montana         | Vereinigte Staaten |
| GFD  | KGFD | Flughafen Pope Field                            | Greenfield   | Indiana         | Vereinigte Staaten |
| GFE  |      | Bahnhof Grenfell                                | Grenfell     | New South Wales | Australien         |
| GFF  | YGTH |                                                 | Griffith     | New South Wales | Australien         |
| GFK  | KGFK | Internationaler Flughafen Grand Forks           | Grand Forks  | North Dakota    | Vereinigte Staaten |
| GFL  | KGFL | Flughafen „Floyd Bennett Memorial“              | Glens Falls  | New York        | Vereinigte Staaten |
| GFN  | YGFN |                                                 | Grafton      | New South Wales | Australien         |
| GFO  | SYBT |                                                 | Bartica      | Cuyuni-Mazaruni | Guyana             |
| GFR  | LFRF |                                                 | Granville    | Normandie       | Frankreich         |
| GFY  | FYGF | Flughafen Grootfontein                          | Grootfontein | Otjozondjupa    | Namibia            |

## GG
| IATA | ICAO | Flughafen                                     | Ort                 | Region         | Land               |
| ---- | ---- | --------------------------------------------- | ------------------- | -------------- | ------------------ |
| GGC  |      | Flughafen Lumbala                             | Lumbala Nguimbo     | Moxico         | Angola             |
| GGD  | YGDS |                                               | Gregory Downs       | Queensland     | Australien         |
| GGE  | KGGE | Flughafen Georgetown County                   | Georgetown          | South Carolina | Vereinigte Staaten |
| GGG  | KGGG | Regionalflughafen East Texas                  | Longview            | Texas          | Vereinigte Staaten |
| GGL  |      |                                               | Gilgal              | Chocó          | Kolumbien          |
| GGN  | DIGA | Flugplatz Gagnoa                              | Gagnoa              | Gôh            | Elfenbeinküste     |
| GGO  | DIGL | Flugplatz Guiglo                              | Guiglo              | Moyen-Cavally  | Elfenbeinküste     |
| GGR  |      |                                               | Garoowe             | Puntland       | Somalia            |
| GGS  | SAWR |                                               | Gobernador Gregores | Santa Cruz     | Argentinien        |
| GGT  | MYEG |                                               | George Town         | Exuma          | Bahamas            |
| GGW  | KGGW | Internationaler Flughafen Glasgow/Wokal Field | Glasgow             | Montana        | Vereinigte Staaten |

## GH
| IATA | ICAO | Flughafen                        | Ort                | Region        | Land                |
| ---- | ---- | -------------------------------- | ------------------ | ------------- | ------------------- |
| GHA  | DAUG | Flughafen Noumerate              | Ghardaia           | Ghardaia      | Algerien            |
| GHB  | MYEM |                                  | Governor’s Harbour | Eleuthera     | Bahamas             |
| GHC  | MYBG |                                  | Great Harbour Cay  | Berry Islands | Bahamas             |
| GHD  |      |                                  | Gimbi              | Oromiyaa      | Äthiopien           |
| GHE  |      |                                  | Garachiné          | Darién        | Panama              |
| GHF  |      | Flugplatz Giebelstadt            | Giebelstadt        | Bayern        | Deutschland         |
| GHK  |      |                                  | Gush Katif         | Gazastreifen  | Israel              |
| GHM  | KGHM | Kommunaler Flughafen Centerville | Centerville        | Tennessee     | Vereinigte Staaten  |
| GHN  | ZUGH |                                  | Guanghan           | Sichuan       | Volksrepublik China |
| GHT  | HLGT | Flughafen Ghat                   | Ghat               | Murzuq        | Libyen              |
| GHU  | SAAG |                                  | Gualeguaychu       | Entre Ríos    | Argentinien         |
| GHV  | LRBG | Flughafen Brașov-Ghimbav         | Brașov             | Brașov        | Rumänien            |

## GI
| IATA | ICAO | Flughafen                                     | Ort            | Region           | Land                   |
| ---- | ---- | --------------------------------------------- | -------------- | ---------------- | ---------------------- |
| GIB  | LXGB | Flughafen Gibraltar                           | Gibraltar      | Gibraltar        | Vereinigtes Königreich |
| GIC  | YBOI |                                               | Boigu          | Queensland       | Australien             |
| GID  | HBBE |                                               | Gitega         | Gitega           | Burundi                |
| GIF  | KGIF | Flughafen Gilbert                             | Winter Haven   | Florida          | Vereinigte Staaten     |
| GIG  | SBGL | Flughafen Rio de Janeiro–Antônio Carlos Jobim | Rio de Janeiro | Rio de Janeiro   | Brasilien              |
| GII  | GUSI | Flugplatz Siguiri                             | Siguiri        | Siguiri          | Guinea                 |
| GIL  | OPGT |                                               | Gilgit         | Gilgit-Baltistan | Pakistan               |
| GIM  |      |                                               | Miele Mimbale  | Moyen-Ogooué     | Gabun                  |
| GIR  | SKGI | Flughafen „Santiago Vila“                     | Girardot       | Cundinamarca     | Kolumbien              |
| GIS  | NZGS |                                               | Gisborne       | Nordinsel        | Neuseeland             |
| GIT  | HTGE | Flughafen Geita                               | Geita          | Geita            | Tansania               |
| GIY  | FAGI |                                               | Giyani         | Limpopo          | Südafrika              |
| GIZ  | OEGN | Flughafen Dschāzān                            | Dschāzān       | Dschāzān         | Saudi-Arabien          |

## GJ
| IATA | ICAO | Flughafen                        | Ort            | Region            | Land               |
| ---- | ---- | -------------------------------- | -------------- | ----------------- | ------------------ |
| GJA  | MHNJ | Flughafen Guanaja                | Guanaja        | Islas de la Bahía | Honduras           |
| GJL  | DAAV | Flughafen Ferhat Abbas           | Jijel          | Jijel             | Algerien           |
| GJM  | SBGM | Flughafen Guajará-Mirim          | Guajará-Mirim  | Rondônia          | Brasilien          |
| GJR  | BIGJ | Flughafen Gjögur                 | Gjögur         | Vestfirðir        | Island             |
| GJT  | KGJT | Regionalflughafen Grand Junction | Grand Junction | Colorado          | Vereinigte Staaten |

## GK
| IATA | ICAO | Flughafen                         | Ort                 | Region              | Land               |
| ---- | ---- | --------------------------------- | ------------------- | ------------------- | ------------------ |
| GKA  | AYGA | Flughafen Goroka                  | Goroka              | Eastern Highlands   | Papua-Neuguinea    |
| GKD  | LTFK | Flughafen Gökceada                | Gökceada            | Marmararegion       | Türkei             |
| GKE  | ETNG | Air Base Geilenkirchen            | Geilenkirchen       | Nordrhein-Westfalen | Deutschland        |
| GKH  | VNGK |                                   | Gorkha              | Gandaki             | Nepal              |
| GKL  | YGKL |                                   | Great Keppel Island | Queensland          | Australien         |
| GKN  | PAGK |                                   | Gulkana             | Alaska              | Vereinigte Staaten |
| GKO  |      |                                   | Kongo-Boumba        | Ogooué-Ivindo       | Gabun              |
| GKT  | KGKT | Flughafen Gatlinburg-Pigeon Forge | Sevierville         | Tennessee           | Vereinigte Staaten |

## GL
| IATA | ICAO | Flughafen                                  | Ort                   | Region            | Land                   |
| ---- | ---- | ------------------------------------------ | --------------------- | ----------------- | ---------------------- |
| GLA  | EGPF | Flughafen Abbotsinch                       | Glasgow               | Schottland        | Vereinigtes Königreich |
| GLC  |      |                                            | Geladi                | Somali            | Äthiopien              |
| GLD  | KGLD | Kommunaler Flughafen Goodland/Renner Field | Goodland              | Kansas            | Vereinigte Staaten     |
| GLE  | KGLE | Kommunaler Flughafen Gainesville           | Gainesville           | Texas             | Vereinigte Staaten     |
| GLF  | MRGF |                                            | Golfito               | Puntarenas        | Costa Rica             |
| GLG  | YGLE |                                            | Glengyle              | Queensland        | Australien             |
| GLH  | KGLH | Greenville Mid-Delta Airport               | Greenville            | Mississippi       | Vereinigte Staaten     |
| GLI  | YGLI |                                            | Glen Innes            | New South Wales   | Australien             |
| GLK  | HCMR |                                            | Gaalkacyo             | Mudug             | Somalia                |
| GLL  | ENKL | Flughafen Klanten                          | Gol                   | Buskerud          | Norwegen               |
| GLM  | YGLO |                                            | Glenormiston          | Queensland        | Australien             |
| GLN  |      |                                            | Guelmim               | Guelmim-Es Semara | Marokko                |
| GLO  | EGBJ | Flughafen Gloucestershire                  | Gloucester/Cheltenham | England           | Vereinigtes Königreich |
| GLP  |      |                                            | Gulgubip              | Western Province  | Papua-Neuguinea        |
| GLR  | KGLR | Regionalflughafen Gaylord                  | Gaylord               | Michigan          | Vereinigte Staaten     |
| GLS  | KGLS | Flughafen Galveston                        | Galveston             | Texas             | Vereinigte Staaten     |
| GLT  | YGLA |                                            | Gladstone             | Queensland        | Australien             |
| GLV  | PAGL |                                            | Golovin               | Alaska            | Vereinigte Staaten     |
| GLW  | KGLW | Kommunaler Flughafen Glasgow               | Glasgow               | Kentucky          | Vereinigte Staaten     |
| GLX  | WAMA | Flughafen Gamarmalamo                      | Galela                | Maluku            | Indonesien             |
| GLY  |      |                                            | Goldsworthy           | Western Australia | Australien             |
| GLZ  | EHGR | Militärflugplatz Gilze-Rijen               | Breda                 | Noord-Brabant     | Niederlande            |

## GM
| IATA | ICAO | Flughafen                         | Ort                        | Region                 | Land                         |
| ---- | ---- | --------------------------------- | -------------------------- | ---------------------- | ---------------------------- |
| GMA  | FZFK |                                   | Gemena                     | Sud-Ubangi             | Demokratische Republik Kongo |
| GMB  | HAGM |                                   | Gambella                   | Gambella               | Äthiopien                    |
| GMC  |      |                                   | Guerima                    | Meta                   | Kolumbien                    |
| GME  | UMGG | Flughafen Homel                   | Homel                      | Homel                  | Belarus                      |
| GMI  |      |                                   | Gasmata                    | West New Britain       | Papua-Neuguinea              |
| GML  | UKKM | Internationaler Flughafen Antonov | Kiew                       | Kiew                   | Ukraine                      |
| GMM  | FCOG |                                   | Gamboma                    | Plateaux               | Republik Kongo               |
| GMN  | NZGM |                                   | Greymouth                  | West Coast             | Neuseeland                   |
| GMP  | RKSS | Flughafen Gimpo                   | Seoul                      | Seoul                  | Südkorea                     |
| GMR  | NTGJ |                                   | Mangareva                  | Französisch-Polynesien | Frankreich                   |
| GMS  | SNGM |                                   | Guimarães                  | Maranhão               | Brasilien                    |
| GMT  |      | Granite Mountain Air Station      | Granite Mountain           | Alaska                 | Vereinigte Staaten           |
| GMU  | KGMU | Flughafen Greenville Downtown     | Greenville                 | South Carolina         | Vereinigte Staaten           |
| GMV  |      |                                   | Monument Valley            | Utah                   | Vereinigte Staaten           |
| GMZ  | GCGM | Flughafen La Gomera               | San Sebastián de La Gomera | Kanarische Inseln      | Spanien                      |

## GN
| IATA | ICAO | Flughafen                                         | Ort          | Region               | Land        |
| ---- | ---- | ------------------------------------------------- | ------------ | -------------------- | ----------- |
| GNA  | UMMG | Flughafen Hrodna                                  | Hrodna       | Hrodna               | Belarus     |
| GNB  | LFLS | Flughafen Grenoble                                | Grenoble     | Auvergne-Rhône-Alpes | Frankreich  |
| GND  | TGPY | Flughafen Maurice Bishop International            | Grenada      | Saint George         | Grenada     |
| GNE  |      | Flugplatz St. Denijs-Westrem                      | Gent         | Flandern             | Belgien     |
| GNG  | KGNG | Flughafen Gooding (Gooding Municipal Airport)     | Gooding      | Idaho                | USA         |
| GNI  | RCGI | Flughafen Lü Dao                                  | Lü Dao       | Landkreis Taitung    | Taiwan      |
| GNM  | SNGI | Flughafen Guanambi                                | Guanambi     | Bahia                | Brasilien   |
| GNN  | HAGH | Flughafen Ghinnir                                 | Ghinnir      | Oromiyaa             | Äthiopien   |
| GNR  | SAHR | Flughafen General Roca                            | General Roca | General Roca         | Argentinien |
| GNS  | WIMB | Flughafen Gunungsitoli                            | Gunungsitoli | Sumatra Utara        | Indonesien  |
| GNT  | KGNT | Flughafen Grants (Grants-Milan Municipal Airport) | Grants       | New Mexico           | USA         |
| GNU  |      | Flughafen Goodnews Bay                            | Goodnews Bay | Alaska               | USA         |
| GNV  | KGNV | Gainesville Regional Airport                      | Gainesville  | Florida              | USA         |
| GNY  | LTCS | Flughafen Şanlıurfa-GAP                           | Şanlıurfa    | Şanlıurfa            | Türkei      |
| GNZ  | FBGZ | Flughafen Ghanzi                                  | Ghanzi       | Ghanzi               | Botswana    |

## GO
| IATA | ICAO | Flughafen                                    | Ort               | Region               | Land                         |
| ---- | ---- | -------------------------------------------- | ----------------- | -------------------- | ---------------------------- |
| GOA  | LIMJ | Flughafen Genova-Sestri „Cristoforo Colombo“ | Genua             | Ligurien             | Italien                      |
| GOB  | HAGB | Flughafen Robe                               | Goba              | Oromiyaa             | Äthiopien                    |
| GOC  | AYGX | Flugplatz Gora                               | Gora              | Oro                  | Papua-Neuguinea              |
| GOE  | AYGL | Flugplatz Gonaili                            | Gonaili           | East New Britain     | Papua-Neuguinea              |
| GOG  | FYGB | Flugplatz Gobabis                            | Gobabis           | Omaheke              | Namibia                      |
| GOH  | BGGH | Flughafen Nuuk                               | Nuuk              | Grönland             | Dänemark                     |
| GOI  | VAGO | Flughafen Dabolim                            | Velha Goa         | Goa                  | Indien                       |
| GOJ  | UWGG | Flughafen Strigino                           | Nischni Nowgorod  | Nischni Nowgorod     | Russland                     |
| GOK  | KGOK | Regionalflughafen Guthrie-Edmond             | Guthrie           | Oklahoma             | Vereinigte Staaten           |
| GOL  | –    | Kommunaler Flughafen Gold Beach              | Gold Beach        | Oregon               | Vereinigte Staaten           |
| GOM  | FZNA | Flughafen Goma                               | Goma              | Nord-Kivu            | Demokratische Republik Kongo |
| GON  | KGON | Flughafen Groton/New London                  | Groton/New London | Connecticut          | Vereinigte Staaten           |
| GOO  | YGDI | Goondiwindi Airport                          | Goondiwindi       | Queensland           | Australien                   |
| GOP  | VEGK | Flughafen Gorakhpur                          | Gorakhpur         | Uttar Pradesh        | Indien                       |
| GOQ  | ZLGM | Flughafen Golmud                             | Golmud            | Qinghai              | Volksrepublik China          |
| GOR  | HAGR | Flugplatz Gore                               | Gore              | Oromiyaa             | Äthiopien                    |
| GOS  | YSMB | Flugplatz Gosford                            | Gosford           | New South Wales      | Australien                   |
| GOT  | ESGG | Flughafen Göteborg/Landvetter                | Göteborg          | Västra Götalands län | Schweden                     |
| GOU  | FKKR | Flughafen Garoua                             | Garoua            | Nord                 | Kamerun                      |
| GOV  | YPGV | Flughafen Gove                               | Nhulunbuy         | Northern Territory   | Australien                   |
| GOX  | VOGA | Flughafen Mopa                               | Velha Goa         | Goa                  | Indien                       |
| GOZ  | LBGO | Flughafen Gorna Orjachowiza                  | Gorna Orjachowiza | Weliko Tarnowo       | Bulgarien                    |

## GP
| IATA | ICAO | Flughafen                                     | Ort               | Region                              | Land               |
| ---- | ---- | --------------------------------------------- | ----------------- | ----------------------------------- | ------------------ |
| GPA  | LGRX | Flughafen Araxos                              | Patras            | Westgriechenland                    | Griechenland       |
| GPB  | SSGG | Flughafen Guarapuava                          | Guarapuava        | Paraná                              | Brasilien          |
| GPD  | YGON | Mount Gordon Airport                          | Mount Gordon Mine | Queensland                          | Australien         |
| GPI  | SKGP | Flughafen Guapi                               | Guapi             | Cauca                               | Kolumbien          |
| GPL  | MRGP | Flugplatz Guápiles                            | Guápiles          | Limón                               | Costa Rica         |
| GPN  | YGPT | Flughafen Garden Point                        | Pirlangimpi       | Melville Island, Northern Territory | Australien         |
| GPO  | SAZG | Flughafen General Pico                        | General Pico      | La Pampa                            | Argentinien        |
| GPS  | SEGS | Flughafen Seymour                             | Baltra            | Galapagosinseln                     | Ecuador            |
| GPT  | KGPT | Internationaler Flughafen Gulfport/Biloxi     | Gulfport / Biloxi | Mississippi                         | Vereinigte Staaten |
| GPZ  | KGPZ | Flughafen Itasca County/Gordon Newstrom Field | Grand Rapids      | Minnesota                           | Vereinigte Staaten |

## GQ
| IATA | ICAO | Flughafen                | Ort    | Region | Land               |
| ---- | ---- | ------------------------ | ------ | ------ | ------------------ |
| GQQ  | KGQQ | Galion Municipal Airport | Galion | Ohio   | Vereinigte Staaten |

## GR
| IATA | ICAO | Flughafen                                                      | Ort                    | Region            | Land               |
| ---- | ---- | -------------------------------------------------------------- | ---------------------- | ----------------- | ------------------ |
| GRA  | –    | Flugplatz Gamarra                                              | Gamarra                | Cesar             | Kolumbien          |
| GRB  | KGRB | Green Bay–Austin Straubel International Airport                | Green Bay              | Wisconsin         | Vereinigte Staaten |
| GRC  | –    | Flugplatz Grand Cess                                           | Grand Cess             | Grand Kru         | Liberia            |
| GRD  | KGRD | Greenwood County Airport                                       | Greenwood              | South Carolina    | Vereinigte Staaten |
| GRE  | KGRE | Greenville Airport                                             | Greenville             | Illinois          | Vereinigte Staaten |
| GRF  | KGRF | Gray Army Airfield                                             | Tacoma                 | Washington        | Vereinigte Staaten |
| GRG  | OAGZ | Flugplatz Gardez                                               | Gardez                 | Paktia            | Afghanistan        |
| GRH  | –    | Flugplatz Garuahi                                              | Garuahi                | Milne Bay         | Papua-Neuguinea    |
| GRI  | KGRI | Central Nebraska Regional Airport                              | Grand Island           | Nebraska          | Vereinigte Staaten |
| GRJ  | FAGG | Flughafen George                                               | George                 | Westkap           | Südafrika          |
| GRK  | KGRK | Killeen–Fort Hood Regional Airport / Robert Gray Army Airfield | Killeen / Fort Cavazos | Texas             | Vereinigte Staaten |
| GRL  | AYGG | Flugplatz Garasa                                               | Garasa                 | Morobe            | Papua-Neuguinea    |
| GRM  | KCKC | Grand Marais/Cook County Airport                               | Grand Marais           | Minnesota         | Vereinigte Staaten |
| GRN  | KGRN | Gordon Municipal Airport                                       | Gordon                 | Nebraska          | Vereinigte Staaten |
| GRO  | LEGE | Flughafen Girona – Costa Brava                                 | Girona                 | Katalonien        | Spanien            |
| GRP  | SWGI | Flugplatz Gurupi                                               | Gurupi                 | Tocantins         | Brasilien          |
| GRQ  | EHGG | Flughafen Groningen Eelde                                      | Groningen              | Groningen         | Niederlande        |
| GRR  | KGRR | Internationaler Flughafen „Gerald R. Ford“                     | Grand Rapids           | Michigan          | Vereinigte Staaten |
| GRS  | LIRS | Militärflugplatz Grosseto                                      | Grosseto               | Toskana           | Italien            |
| GRT  | –    | Flugplatz Gujrat                                               | Gujrat                 | Punjab            | Pakistan           |
| GRU  | SBGR | Internationaler Flughafen Guarulhos                            | São Paulo              | São Paulo         | Brasilien          |
| GRV  | URMG | Flughafen Grosny                                               | Grosny                 | Tschetschenien    | Russland           |
| GRW  | LPGR | Flughafen Graciosa                                             | Graciosa               | Azoren            | Portugal           |
| GRX  | LEGR | Flughafen Granada-Jaén                                         | Granada                | Andalusien        | Spanien            |
| GRY  | BIGR | Flughafen Grímsey                                              | Grímsey                | Norðurland eystra | Island             |
| GRZ  | LOWG | Flughafen Graz                                                 | Graz                   | Steiermark        | Österreich         |

## GS
| IATA | ICAO | Flughafen                                    | Ort                      | Region               | Land               |
| ---- | ---- | -------------------------------------------- | ------------------------ | -------------------- | ------------------ |
| GSA  | WBKN | Flugplatz Long Pasia                         | Long Pasia, Sipitang     | Sabah                | Malaysia           |
| GSB  | KGSB | Seymour Johnson Air Force Base               | Goldsboro                | North Carolina       | Vereinigte Staaten |
| GSC  | YGSC | Gascoyne Junction Airport                    | Gascoyne Junction        | Western Australia    | Australien         |
| GSE  | ESGP | Flughafen Göteborg/Säve                      | Göteborg                 | Västra Götalands län | Schweden           |
| GSH  | KGSH | Goshen Municipal Airport                     | Goshen                   | Indiana              | Vereinigte Staaten |
| GSI  | SOGS | Flugplatz Grand-Santi                        | Grand-Santi              | Französisch-Guyana   | Frankreich         |
| GSJ  | MGSJ | Flughafen Puerto San José                    | Puerto San José          | Escuintla            | Guatemala          |
| GSL  | –    | Flugplatz Taltheilei Narrows                 | Taltheilei Narrows       | Nordwest-Territorien | Kanada             |
| GSM  | OIKQ | Flughafen Qeschm                             | Qeschm                   | Hormozgan            | Iran               |
| GSN  | YMGN | Mount Gunson Airport                         | Bergwerk am Mount Gunson | South Australia      | Australien         |
| GSO  | KGSO | Piedmont Triad International Airport         | Greensboro/High Point    | North Carolina       | Vereinigte Staaten |
| GSP  | KGSP | Greenville-Spartanburg International Airport | Greenville/Spartanburg   | South Carolina       | Vereinigte Staaten |
| GSQ  | HEOW | Flughafen Sharq El Oweinat                   | Sharq El Oweinat         | al-Wadi al-dschadid  | Ägypten            |
| GSR  | HCMG | Flughafen Qardho                             | Qardho                   | Bari                 | Somalia            |
| GSS  | FASE | Flugplatz Sabi Sabi                          | Sabie                    | Mpumalanga           | Südafrika          |
| GST  | PAGS | Gustavus Airport                             | Gustavus                 | Alaska               | Vereinigte Staaten |
| GSU  | HSGF | Flughafen Azaza                              | al-Qadarif               | al-Qadarif           | Sudan              |
| GSV  | UWSG | Flughafen Saratow-Gagarin                    | Saratow                  | Saratow              | Russland           |

## GT
| IATA | ICAO | Flughafen                             | Ort              | Region                 | Land               |
| ---- | ---- | ------------------------------------- | ---------------- | ---------------------- | ------------------ |
| GTA  |      |                                       | Gatokae          | Western                | Salomonen          |
| GTB  |      |                                       | Genting          | Pahang                 | Malaysia           |
| GTC  |      |                                       | Green Turtle Cay | Abaco                  | Bahamas            |
| GTE  | YGTE |                                       | Groote Eylandt   | Northern Territory     | Australien         |
| GTF  | KGTF | Internationaler Flughafen Great Falls | Great Falls      | Montana                | Vereinigte Staaten |
| GTG  | KGTG | Kommunaler Flughafen Grantsburg       | Grantsburg       | Wisconsin              | Vereinigte Staaten |
| GTI  | EDCG | Flugplatz Güttin                      | Dreschvitz       | Mecklenburg-Vorpommern | Deutschland        |
| GTK  |      |                                       | Sungei Tekai     | Johor                  | Malaysia           |
| GTO  | WAMG | Flughafen Jalaluddin                  | Kota Gorontalo   | Gorontalo              | Indonesien         |
| GTR  | KGTR | Golden Triangle Regional Airport      | Columbus         | Mississippi            | Vereinigte Staaten |
| GTS  | YGDW |                                       | Granites         | Northern Territory     | Australien         |
| GTT  | YGTN |                                       | Georgetown       | Queensland             | Australien         |
| GTW  | LKHO |                                       | Zlín             | Zlínský kraj           | Tschechien         |
| GTY  |      | Regionalflughafen Gettysburg          | Gettysburg       | Pennsylvania           | Vereinigte Staaten |

## GU
| IATA | ICAO | Flughafen                                      | Ort             | Region              | Land               |
| ---- | ---- | ---------------------------------------------- | --------------- | ------------------- | ------------------ |
| GUA  | MGGT | Internationaler Flughafen „La Aurora“          | Guatemala-Stadt | Guatemala           | Guatemala          |
| GUB  | MMGR |                                                | Guerrero Negro  | Baja California Sur | Mexiko             |
| GUC  | KGUC | Gunnison–Crested Butte Regional Airport        | Gunnison        | Colorado            | Vereinigte Staaten |
| GUD  | GAGM | Aéroport de Goundam                            | Goundam         | Timbuktu            | Mali               |
| GUE  |      |                                                | Guriaso         | Sandaun             | Papua-Neuguinea    |
| GUF  | KJKA | Flughafen „Jack Edwards“                       | Gulf Shores     | Alabama             | Vereinigte Staaten |
| GUG  |      |                                                | Guari           | Central Province    | Papua-Neuguinea    |
| GUH  | YGDH |                                                | Gunnedah        | New South Wales     | Australien         |
| GUI  | SVGI |                                                | Güiria          | Sucre               | Venezuela          |
| GUJ  | SBGW |                                                | Guaratingueta   | São Paulo           | Brasilien          |
| GUL  | YGLB |                                                | Goulburn        | New South Wales     | Australien         |
| GUM  | PGUM | Internationaler Flughafen „Antonio B. Won Pat“ | Hagåtña         | Guam                | Vereinigte Staaten |
| GUO  |      |                                                | Gualaco         | Olancho             | Honduras           |
| GUP  | KGUP | Kommunaler Flughafen Gallup                    | Gallup          | New Mexico          | Vereinigte Staaten |
| GUQ  | SVGU |                                                | Guanare         | Portuguesa          | Venezuela          |
| GUR  | AYGN | Flugplatz Gurney                               | Alotau          | Milne Bay           | Papua-Neuguinea    |
| GUS  | KGUS | Grissom Air Reserve Base                       | Peru            | Indiana             | Vereinigte Staaten |
| GUT  | ETUO | Flughafen Gütersloh                            | Gütersloh       | Nordrhein-Westfalen | Deutschland        |
| GUU  | BIGF | Flugplatz Grundarfjörður                       | Grundarfjörður  | Vesturland          | Island             |
| GUV  |      |                                                | Mougulu         | Western             | Papua-Neuguinea    |
| GUW  | UATG | Flughafen Atyrau                               | Atyrau          | Atyrau              | Kasachstan         |
| GUX  | VAGN |                                                | Guna            | Madhya Pradesh      | Indien             |
| GUY  | KGUY | Kommunaler Flughafen Guymon                    | Guymon          | Oklahoma            | Vereinigte Staaten |

## GV
| IATA | ICAO | Flughafen                         | Ort                  | Region         | Land               |
| ---- | ---- | --------------------------------- | -------------------- | -------------- | ------------------ |
| GVA  | LSGG | Internationaler Flughafen Genf    | Genf                 | Genf           | Schweiz            |
| GVE  | KGVE | Kommunaler Flughafen Gordonsville | Gordonsville         | Virginia       | Vereinigte Staaten |
| GVI  |      |                                   | Green River          | Sandaun        | Papua-Neuguinea    |
| GVL  | KGVL | Flughafen „Lee Gilmer Memorial“   | Gainesville          | Georgia        | Vereinigte Staaten |
| GVP  | YGNV |                                   | Greenvale            | Queensland     | Australien         |
| GVR  | SBGV |                                   | Governador Valadares | Minas Gerais   | Brasilien          |
| GVT  | KGVT | Flughafen Majors                  | Greenville           | Texas          | Vereinigte Staaten |
| GVX  | ESSK | Flugplatz Gävle-Sandviken         | Gävle, Sandviken     | Gävleborgs län | Schweden           |

## GW
| IATA | ICAO | Flughafen                             | Ort              | Region             | Land               |
| ---- | ---- | ------------------------------------- | ---------------- | ------------------ | ------------------ |
| GWA  | VYGW |                                       | Gwa              | Rakhaing           | Myanmar            |
| GWD  | OPGD |                                       | Gwadar           | Belutschistan      | Pakistan           |
| GWE  | FVTL |                                       | Gweru            | Midlands           | Simbabwe           |
| GWL  | VIGR | Flughafen Gwalior                     | Gwalior          | Madhya Pradesh     | Indien             |
| GWN  |      |                                       | Gnarowein        | Morobe             | Papua-Neuguinea    |
| GWO  | KGWO | Flughafen Greenwood-Leflore           | Greenwood        | Mississippi        | Vereinigte Staaten |
| GWS  | KGWS | Kommunaler Flughafen Glenwood Springs | Glenwood Springs | Colorado           | Vereinigte Staaten |
| GWT  | EDXW | Flughafen Sylt                        | Westerland       | Schleswig-Holstein | Deutschland        |
| GWV  |      | Flughafen Glendale Fokker Field       | Glen Dale        | West Virginia      | Vereinigte Staaten |
| GWW  | EDBG | Flugplatz Gatow                       | Berlin           |                    | Deutschland        |
| GWY  | EICM | Flughafen Galway                      | Galway           | Connacht           | Irland             |

## GX
| IATA | ICAO | Flughafen                     | Ort       | Region       | Land               |
| ---- | ---- | ----------------------------- | --------- | ------------ | ------------------ |
| GXF  | OYSY | Flughafen Sai'ūn              | Sai'ūn    | Hadramaut    | Jemen              |
| GXG  | FNNG |                               | Negage    | Uíge         | Angola             |
| GXQ  | SCCY | Flugplatz Coyhaique           | Coyhaique | Aysén        | Chile              |
| GXX  | FKKJ |                               | Yagoua    | Extrême-Nord | Kamerun            |
| GXY  | KGXY | Flughafen Greeley/Weld County | Greeley   | Colorado     | Vereinigte Staaten |

## GY
| IATA | ICAO | Flughafen                              | Ort          | Region            | Land                |
| ---- | ---- | -------------------------------------- | ------------ | ----------------- | ------------------- |
| GYA  | SLGY | Flughafen Guayaramerín                 | Guayaramerín | Departamento Beni | Bolivien            |
| GYD  | UBBB | Flughafen Baku                         | Baku         | Baku              | Aserbaidschan       |
| GYE  | SEGY | Flughafen „José Joaquín de Olmedo“     | Guayaquil    | Guayas            | Ecuador             |
| GYI  | HRYG | Flughafen Gisenyi                      | Gisenyi      | Westprovinz       | Ruanda              |
| GYL  | YARG |                                        | Argyle       | Western Australia | Australien          |
| GYM  | MMGM | Flughafen Guaymas                      | Guaymas      | Sonora            | Mexiko              |
| GYN  | SBGO | Flughafen Goiânia                      | Goiânia      | Goiás             | Brasilien           |
| GYP  | YGYM |                                        | Gympie       | Queensland        | Australien          |
| GYR  | KGYR | Kommunaler Flughafen Phoenix/Goodyear  | Goodyear     | Arizona           | Vereinigte Staaten  |
| GYS  | ZUGU |                                        | Guangyuan    | Sichuan           | Volksrepublik China |
| GYY  | KGYY | Internationaler Flughafen Gary/Chicago | Gary         | Indiana           | Vereinigte Staaten  |

## GZ
| IATA | ICAO | Flughafen                               | Ort       | Region          | Land                                           |
| ---- | ---- | --------------------------------------- | --------- | --------------- | ---------------------------------------------- |
| GZA  | LVGZ | Internationaler Flughafen Yasser Arafat | Gaza      | Gazastreifen    | Palästinensische Autonomiegebiete (staatenlos) |
| GZI  | OAGN | Flughafen Ghazni                        | Ghazni    | Ghazni          | Afghanistan                                    |
| GZM  | LMMG | Xewkija Heliport                        | Xewkija   | Gozo            | Malta                                          |
| GZO  | AGGN | Flughafen Nusatupe                      | Gizo      | Western         | Salomonen                                      |
| GZP  | LTFG | Flughafen Gazipaşa                      | Gazipaşa  | Antalya         | Türkei                                         |
| GZT  | LTAJ | Flughafen Oguzeli                       | Gaziantep | Südostanatolien | Türkei                                         |